# Eremochelis lagunensis
Eremochelis lagunensis är en spindeldjursart som beskrevs av Vázquez 1991. Eremochelis lagunensis ingår i släktet Eremochelis och familjen Eremobatidae. Inga underarter finns listade i Catalogue of Life.